# Премия «Эмми» за лучший сценарий комедийного телесериала

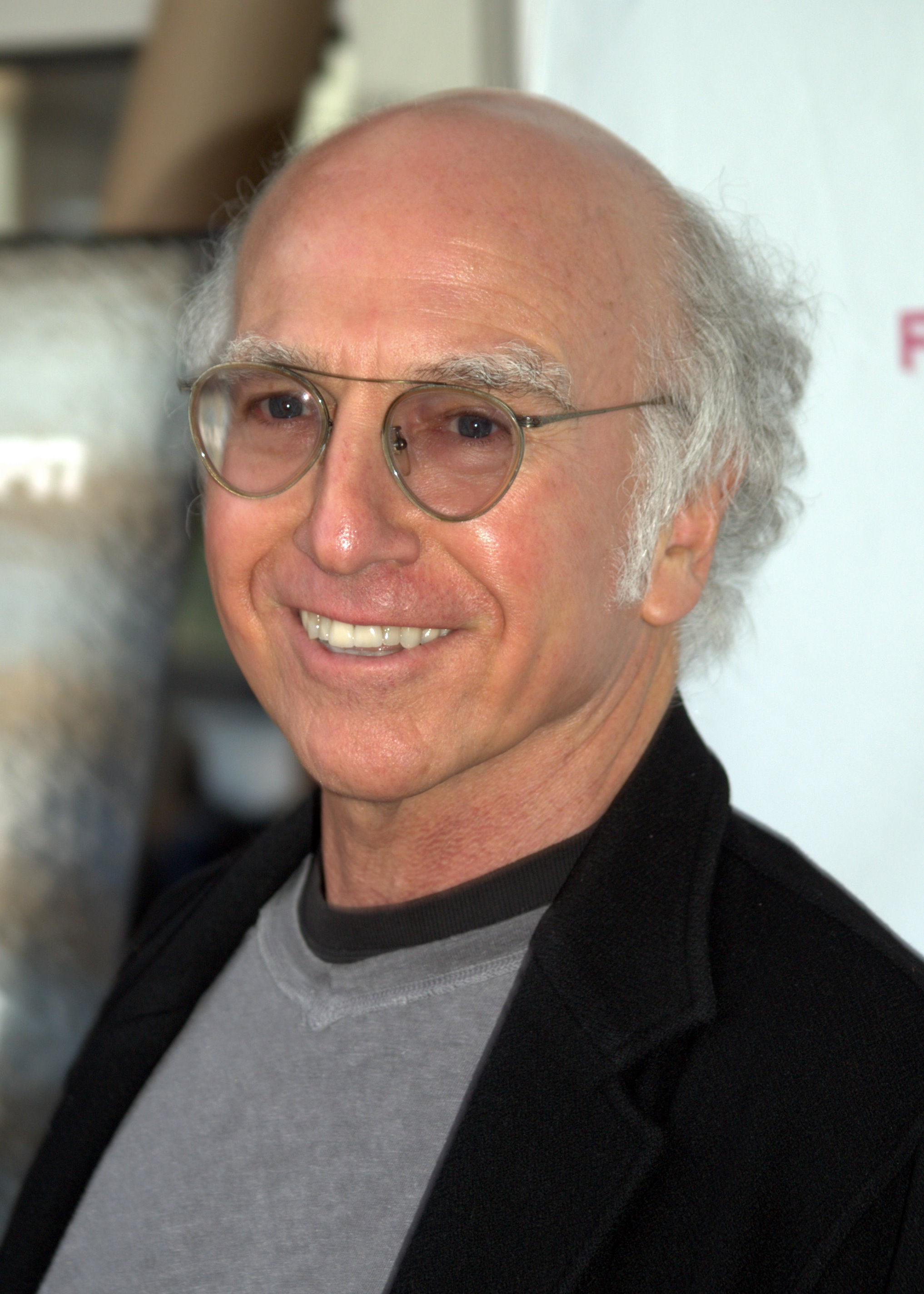
В 1993 году Ларри Дэвид получил премию «Эмми» за написание эпизода «Соревнование» сериала NBC «Сайнфелд».

Это список лауреатов и номинантов на премию «Эмми» в категории Лучший сценарий комедийного телесериала.

## Лауреаты премии

### 2020-е
| Год        | Программа        | Эпизод                     | Сценарист                                                | Сеть      |
| ---------- | ---------------- | -------------------------- | -------------------------------------------------------- | --------- |
| 2021(73-я) | «Хитрости»       | «There Is No Line»         | Люсия Аньелло, Пол У. Даунс и Джен Статски               | HBO       |
| 2021(73-я) | «Бортпроводница» | «In Case of Emergency»     | Стив Йоки                                                | HBO       |
| 2021(73-я) | «Girls5eva»      | «Pilot»                    | Мередит Скардино                                         | Peacock   |
| 2021(73-я) | «Пен15»          | «Play»                     | Майя Эрскин                                              | Hulu      |
| 2021(73-я) | «Тед Лассо»      | «Make Rebecca Great Again» | Джо Келли, Брендан Хант и Джейсон Судейкис               | Apple TV+ |
| 2021(73-я) | «Тед Лассо»      | «Pilot»                    | Джейсон Судейкис, Билл Лоуренс, Брендан Хант и Джо Келли | Apple TV+ |